# Kurt Richter (Musiker)
Kurt Richter (* 28. März 1907 in Berlin; † 12. Mai 1984 in Ost-Berlin) war in den 1930er Jahren ein bekannter Unterhaltungsmusiker.
Er war als Tenor gemeinsam mit Johnny Schulz (Tenor), Fritz Löwenstein (Bass) und Paul Meier (Bariton) zunächst als Straßenmusiker im Wedding tätig. Die vier nannten sich ab 1931 Die vier Wedding Boys. Sie hatten Erfolg im Radio und es wurden die ersten Schallplatten mit ihnen produziert.
1933 musste Richter die Gruppe umbenennen in Die vier Richters. Die künstlerische Besetzung wechselte mehrfach. Die Gruppe hatte Erfolge auf der Bühne, im Funk, bei der Platte und beim Film. Der Schwerpunkt des Repertoires lag im Bereich des deutschen Volksliedes.
Richter produzierte zeitweise auch Musik unter den Namen Die Vier Richters Gesangs-Guitarristen oder Richters Duett, sang gemeinsam mit anderen, z. B. mit Kate Kühl und nannte sich als Refrainsänger auch Kurt Velten.
Mit Kriegsbeginn 1939 musste sich die Gruppe auflösen. Richters Versuche, nach 1945 wieder eine Gesangsgruppe zu gründen, blieben erfolglos. Er schloss sich als Musiker verschiedenen Kapellen und Orchestern an.
2011 wurden einige Titel auf CD wiederveröffentlicht, unter anderem Tante Anna von Die vier Wedding Boys aus dem Jahre 1933, ein Stück blühenden Blödsinns, das schon kurze Zeit später nicht mehr geduldet worden wäre.